# Duša Počkaj
Duša Počkaj, slovenska filmska in gledališka igralka, * 16. november 1924, Dolnja Lendava, † 24. junij 1982, Ljubljana. 

## Življenje
Po opravljeni maturi se je vpisala na Fakulteto za arhitekturo, po drugi svetovni vojni pa je študirala na Akademiji za igralsko umetnost, kjer je bila ena prvih študentk. Od leta 1946 pa do smrti je igrala v ljubljanski Drami. Na filmskem platnu je debitirala v Jari gospodi. Njen opus obsega prek sto gledaliških in filmskih vlog ter več kot sto radijskih iger. Pri založbi Sanje so leta 1998 na zgoščenki Šansoni izšli tudi njeni izbrani songi in šansoni. Gre za stare arhivske posnetke radijskih iger in gledaliških nastopov. Sicer Duša Počkaj nikoli ni bila poklicna pevka in ni posnela nobene plošče. Umrla je med predstavo Ostrovskega »Gozd« v Drami.

## Filmi
- Jara gospoda (1953)
- Ples v dežju (1961)
- Minuta za umor (1962)
- Tistega lepega dne (1962)
- Cvetje v jeseni (1973)
- Ubij me nežno (1979)

## Nagrade
- Zlata arena in nagrada kritike, Pulj 1961
- Nagrada Prešernovega sklada leta 1962
- Priznanje Metoda Badjure za vlogo Maruše Rdečelaske v filmu Ples v dežju
- Igralka leta 1979
- Nagrada Carica Teodora v Nišu leta 1980, za vlogo tete v Ubij me nežno